# Buck Baker
Elzie Wylie "Buck" Baker Sr., född 4 mars 1919 i Richburg, South Carolina, död 14 april 2002 i Charlotte, North Carolina, var en amerikansk racerförare. Han drev även sitt eget Nascar-stall, Buck Baker Racing och Buck Baker Racing School.

## Racingkarriär
Baker körde i Nascar redan från serien början 1949 och blev sedan en av 1950-talets mest framgångsrika förare i serien, med sina två titlar 1956 och 1957 som höjdpunkter. Han vann sitt sista race i Southern 500 på Darlington Raceway 1964, och tävlade ända fram till han var 57 år gammal 1976, då han avslutade sin karriär, efter att ha vunnit 46 segrar. Baker avled 2002 av naturliga orsaker i Charlotte, North Carolina. Han valdes 1990 in i International Motorsports Hall of Fame och 2013 postumt in som förare i Nascar Hall of Fame.